# 飛行甲板雪原
76°47′S 161°30′E / 76.783°S 161.500°E
飛行甲板雪原（Flight Deck Névé），是南極洲的雪原，位於維多利亞地的斯科特海岸，處於康沃伊山脈的旗艦山和雷澤巴克山之間，長9公里、寬6公里，現時由南極條約體系管理。